# Sekai-ichi Hatsukoi
Sekai-Ichi Hatsukoi: Onodera Ritsu no Baai (世界一初恋 〜小野寺律の場合〜 lit. El primer amor más grande del mundo: El caso de Ritsu Onodera?) es una serie de manga de género yaoi escrita e ilustrada por Shungiku Nakamura. En 2011, fue adaptada a una serie de anime bajo el nombre de Sekai-ichi Hatsukoi. El anime fue producido por Studio Deen y estuvo bajo la dirección de Chiaki Kon; con su primera temporada comenzando a transmitirse el 8 de abril de 2011. Un OVA fue incluido junto al quinto volumen del manga, lanzado en marzo de 2011. Una película animada fue lanzada el 15 de marzo de 2014.
La historia se centra en cuatro parejas (tres de la cuales fueron adaptadas en anime), siendo estas Onodera Ritsu no Baai, Yoshino Chiaki no Baai, Kisa Shōta no Baai y Yokozawa Takafumi no Baai, todas ellas relacionadas con el entorno de la editorial Marukawa Shōten (una parodia de Kadokawa Shōten) y el trabajo de edición.
El 13 de diciembre de 2016, Funimation anunció que había licenciado la serie para su publicación en Estados Unidos, incluyendo el OVA. La serie fue lanzada en DVD el 7 de marzo de 2017.

## Argumento
Cansado de oír como la gente habla mal sobre cómo consiguió su empleo y ser llamado un nanahikari (alguien que tiene influencias gracias al poder de su padre), Ritsu Onodera abandona su trabajo en la compañía de su padre para ir a trabajar a la editorial Marukawa Shōten. Sin embargo, aun cuando él se postuló al departamento de literatura, se le asigna al departamento encargado en manga shōjo, Emerald, en el cual no tiene experiencia ni interés. Inicialmente desea renunciar, sobre todo al conocer a su nuevo jefe, Masamune Takano, a quien considera intolerable y desconcertante. Luego de ser llamado «inútil» por su jefe, decide orgullosamente quedarse para demostrarle que no lo es. Sin embargo, todo cambia cuando descubre que el verdadero apellido de Takano es Saga, quien resulta ser su senpai de la escuela preparatoria y su primer gran amor.
Shōta Kisa, un hombre de treinta años con la apariencia de un joven de secundaria, se enamora a primera vista de Kō Yukina, un universitario quien trabaja de la librería donde más se venden los mangas de los que él está a cargo. A pesar de que al comienzo Kisa se deja llevar solo por la buena apariencia de Yukina, poco a poco se va dando cuenta de que lo ama por mucho más que solo eso, tratando de lidiar así con su primer amor real. Ambos deberán posteriormente superar los contratiempos causados por un examante de Kisa que le acosa, mientras que Yukina comienza a sentirse inseguro por el largo historial de relaciones de Kisa.
Yoshiyuki Hatori (compañero de trabajo de Ritsu y Shōta) es el editor de Chiaki Yoshino, un amigo de la infancia y también un famoso mangaka de shōjo que trabaja bajo el seudónimo de Chiharu Yoshikawa, para que de esa forma ninguna de sus fanes se entere de que en realidad es hombre. Esta relación es un triángulo amoroso, donde Hatori ama a Chiaki al mismo tiempo que otro de sus amigos, Yū Yanase. Sin embargo, Chiaki solo le corresponde a Hatori, a pesar de que también siente cariño por Yū. Sin embargo, esto no será un impedimento para Yū de querer competir con Hatori por el amor de Chiaki, puesto que aparentemente hubo "algo" más que odio en la relación que tienen Hatori y Yū.

## Personajes

### Principales
Ritsu Onodera (小野寺 律 Onodera Ritsu?)
Voz por: Takashi Kondō
Ritsu es un editor literario de 26 años de edad, hijo único del dueño de la editorial Onodera. Trabajó para su padre en el departamento de literatura durante tres años, pero renunció debido a que sus compañeros le llamaban continuamente nanahikari, es decir, alguien que tiene influencias gracias a su padre. Aplicó a un puesto de editor literario en Marukawa Shōten y terminó en el departamento de manga shōjo "Emerald" en contra de su voluntad. Aun cuando en un principio pensaba renunciar, decide quedarse y mostrarle a su jefe que no es un inútil. 
Antes solía ser un muchacho dulce y tímido, pero al ser herido por su primer amor en la escuela secundaria, Onodera prometió nunca enamorarse otra vez y, junto con lo sucedido en la editorial de su padre, cambia su personalidad a otra mucho más fría. Acepta el hecho de querer convertirse en editor y se propone a sí mismo superar a Takano y lo culpa de su mal carácter. A pesar de esto, siente un gran amor hacia Takano, pero se niega a admitirlo por su orgullo. En el manga, Haitani, un excompañero de Takano, dice estar enamorado de él, aunque lo que realmente quiere es alejarlo de Takano puesto está enamorado de este.
Masamune Takano (高野 政宗 Takano Masamune?)
Voz por: Katsuyuki Konishi
Masamune es el redactor jefe del departamento de manga shōjo «Emerald». Tiene 28 años y anteriormente era conocido como Masamune Saga, antes del divorcio de sus padres. Tuvo una relación amorosa con Onodera en la escuela secundaria, pero este terminó con él debido a un malentendido. Este hecho le afectó profundamente y le tomó mucho tiempo superarlo, siendo ayudado en esto por Yokozawa, un amigo suyo desde la universidad y con quien tuvo una muy breve relación. Tiene una manera particular y extraña de hacer su trabajo, llegando a ser un tanto excéntrico; pero eso es lo que hace que sea tan eficiente en éste, siendo denominado por Kisa como una "persona especial". No entiende cuál es el problema de Ritsu con el hecho de conseguir un buen puesto debido a su familia y piensa que ahora tiene un mal carácter comparado a lo dulce que era antes. Aun así, Takano sigue sintiendo un gran amor por Onodera debido a que nunca pudo olvidarse de él.
Shōta Kisa (木佐 翔太 Kisa Shōta?)
Voz por: Nobuhiko Okamoto
Shōta es uno de los editores del departamento «Emerald». A pesar de tener 30 años, posee un rostro dulce y juvenil, por lo que la gente duda de su edad, creyéndolo más joven de lo que en realidad es. Sin embargo, ha tenido muchas experiencias amorosas, aunque las ha mantenido como únicamente extramaritales sin ninguna clase de afecto o sentimiento amoroso, hasta que conoció a Yukina. No es capaz de mantener de forma estable una relación amorosa debido a que se enamora de otros hombres solo por ser apuestos. 
Al principio, no estaba seguro de poder tener una relación con Yukina, puesto que no sabía qué hacer cuando se está enamorando y no quería que él terminara odiándolo; pero al final acepta al darse cuenta de que Yukina era su primer amor verdadero. Es muy realista y a veces algo pesimista, considerándose a sí mismo una persona normal y corriente tanto en su trabajo como en sus relaciones. Admira a Takano por todo lo que ha logrado siendo más joven que él, y en muchas ocasiones se deprime mucho pensando que jamás podría llegar a ser como este. Tiene un hermano mayor que es abogado y está celoso de Yukina.
Kō Yukina (雪名 皇 Yukina Kō?)
Voz por: Tomoaki Maeno
Yukina es un estudiante universitario de 21 años de edad. Trabaja en una librería de «Marimo Books» en la sección de mangas shōjo, y estudia artes en la universidad, además de ser popular entre las chicas. Está enamorado de Kisa desde el primer día que lo conoció, aunque al comienzo no llegó a confesarse, puesto que pensaba que Kisa era un estudiante de preparatoria. Sus mangas favoritos fueron todos editados por Kisa volviéndose un fan de su trabajo, aunque desconociendo en ese momento que fuera él quien editaba esos mangas. Admira a Kisa por haber sido el quien editó todos sus mangas favoritos y que alguien más joven que él lograra hacer todos esos mangas, por eso dudo inmediatamente de la edad de Kisa, pero le dice que es genial que pueda verse tan joven y tan lindo a su edad. Se cree que es hermano o familiar de Haitani.
Yoshiyuki Hatori (羽鳥 芳雪 Hatori Yoshiyuki?)
Voz por: Yūichi Nakamura
Es uno de los editores del departamento «Emerald». Está enamorado de su mejor amigo de la infancia, Chiaki, de quien también es editor. Tiene como rival a Yuu Yanase, debido a que él también está enamorado de Chiaki. Siempre es muy serio, pero cuando se trata de Chiaki es todo lo contrario, llegando a ser muy cursi, causando que este le pregunte más de una vez "¿No te da vergüenza decir esas cosas?". Presiona a Chiaki para que haga bien su trabajo diciéndole constantemente "No permitiré que algo tan aburrido como esto sea publicado bajo el nombre de Chiharu Yoshikawa".
Chiaki Yoshino (吉野 千秋 Yoshino Chiaki?)
Voz por: Shin'nosuke Tachibana
Es un mangaka que publica bajo el seudónimo de Chiharu Yoshikawa, debido a que piensa que decepcionaría a sus lectores si se enteran de que es hombre. Es muy dependiente de Tori, su amigo de infancia y editor, y está enamorado de él. Tiene otro amigo de infancia, Yuu Yanase. A pesar de escribir mangas shojo, es muy distraído con su propia vida amorosa llegando a creer que a Hatori le gustaba Yuu y viceversa cuando en realidad ellos dos están enamorados de él, incluso llegó a costarle darse cuenta de sus propios sentimientos hacia Tori. Suele pasarse sus fechas límites para la publicación todo el tiempo causándole problemas a Hatori.
Yū Yanase (柳瀬 優 Yanase Yū?)
Voz por: Hiroshi Kamiya
Es uno de los asistentes de Chiaki, a pesar de que otros mangakas para los cuales él también es asistente le han ofrecido ser su asistente personal Yuu se ha negado. Conoce a Hatori desde que están en primaria con quien no tiene una muy buena relación, esto se debe a que a Yuu le gusta Chiaki y eso hace a Hatori su rival, aunque también va más pues cuando Chiaki le dice "Así que a ti también te gusta eso de él" Yuu le responde "¿Por qué tendría que gustarme alguien como él?". Se le declara a Chiaki el día del cumpleaños de este. Es asistente de Ijuuin Kyo, mangaka de "The Kan".

### Secundarios
Takafumi Yokozawa (横澤隆史 Yokozawa Takfumi?)
Voz por: Kenyū Horiuchi
Es miembro del departamento en publicaciones Marukawa. Tiene 27 años y es amigo de Masamune desde la universidad. Es muy bueno en su trabajo pero debido a su temperamento fuerte provoca temor, pero aparte de eso trabaja duro y es un parte importante para la compañía y muchos se refieren a él como el "AS" del departamento, puesto que nada se le escapa. Según Hatori, fue él quien le consiguió el trabajo a Masamune en Marukawa. Suele ser muy duro con Ritsu por lo que le paso con Masamune. Ha estado enamorado de Takano desde que estaban en la universidad y como es de esperar, tiene un gran odio a Ritsu y no parará hasta que Ritsu admita que sólo está jugando con Takano. Esto sólo cambia cuando renuncia definitivamente a Takano y se enamora de Kirishima Zen.
Zen Kirishima (桐嶋禅 Kirishima Zen?)
Voz por: Tōru Furuya
Su primera aparición fue en Junjou Romantica como redactor jefe de Japun (división de manga shōnen de Marukawa Shōten), y es la pareja de Yokozawa. Actualmente tiene a su cuidado la hija que tuvo con su esposa, quien según él falleció antes de que esta pudiese recordarla. Después de chantajear a Yokozawa, ambos se dieron cuenta de los sentimientos que tienen uno hacia el otro. Tiene la costumbre de llamar a Yokozawa "tsundere" y madre de Hiyori (su hija).
Hiyori Kirishima (桐嶋日和 Kirishima Hiyori?)
Voz por: Yui Horie
Hiyori es la hija única de Zen. Se lleva muy bien con Yokozawa y se refiere a él como "Onii-san" (hermano mayor). Es responsable de cocinar para su padre, le gustan los gatos y el té verde dulce.
Kanade Mino (美濃 奏 Mino Kanade?)
Voz por: Hikaru Midorikawa
Trabaja como editor del departamento «Emerald». No se sabe mucho de él, solo que siempre suele estar sonriendo. Ayuda a Ritsu en la instrucción básica de edición y también es quien le habla de Yokozawa. Takano le dice a Ritsu que nunca debería hacer enojar a Mino ya que aparentemente tiene un lado siniestro que solo sus autores conocen y aun así sigue sonriendo. Se sabe que estuvo casado pero se divorció, su hermana mayor murió y cuida de su sobrino como si fuera suyo.

## Media

### Anime
La revista Ciel de la editorial Kadokawa Shoten anunció que el manga Sekai-ichi Hatsukoi será adaptado al anime en abril del 2011. En la misma revista se anunció que la segunda temporada sería estrenada el 7 de octubre de 2011, más un capítulo especial a finales de septiembre, presentado como el 12.5. El estilo puede familiarizarse debido a que Sekai-ichi Hatsukoi es obra de la mangaka Shungiku Nakamura, responsable del también anime/manga yaoi Junjou Romantica del que por cierto tomó varios personajes para este manga.

#### Primera temporada
| #   | Título | Estreno             |
| --- | --- | ------------------- |
| OVA | «No es como el amor a primera vista» «Sore wa hitomebore no yōna monodesu» (それは一目惚れのようなものです)                                                                 | 22 de marzo de 2011 |
| 1   | «Las primeras impresiones son las más duraderas» «Daiichiinshō wa, mottomo jizoku shite imasu» (第一印象は、最も持続しています)                                             | 9 de abril de 2011  |
| 2   | «Un hombre es libre de iniciar una relación, pero no de terminarla» «Otoko wa ai o hajimete owaranai jiyū sentaku o shite iru» (男は愛を始めて終わらない自由選択をしている) | 16 de abril de 2011 |
| 3   | «En el amor hay locura y discreción» «Ai shite iru to, urami to sairyō ga aru» (愛していると、恨みと裁量がある)                                                             | 23 de abril de 2011 |
| 4   | «La adversidad hace al hombre sabio» «Gyakkyō wa hito o kashikoku suru» (逆境は人を賢くする)                                                                                | 30 de abril de 2011 |
| 5   | «El amor no tiene reglas» «Ai wa muhōdesu» (愛は無法です) | 7 de mayo de 2011   |
| 6   | «Ve al mar, si sabes pescar» «Anata ga yoku tsurunaraba, umi ni iku» (あなたがよく釣るならば、海に行く)                                                                     | 14 de mayo de 2011  |
| 7   | «Los eventos próximos proyectan sus sombras frente a ellos» «Kitarubeki dekigoto wa karera no mae ni kage o nageru» (来るべき出来事は彼らの前に影を投げる)                  | 21 de mayo de 2011  |
| 8   | «El amor nace de una mirada» «Mieru hinshu no ai» (見える品種の愛) | 28 de mayo de 2011  |
| 9   | «La suerte está echada» «Daisu ga kyasuto sa reru» (ダイスがキャストされる)                                                                                                 | 4 de junio de 2011  |
| 10  | «La ausencia hace que el corazón esté deseoso» «Fuzai wa, kokoro ga seichō suru yō ni shimasu» (不在は、心が成長するようにします)                                           | 11 de junio de 2011 |
| 11  | «Nunca llueve, pero diluvia» «Nakittsuranihachi» (泣きっ面に蜂) | 18 de junio de 2011 |
| 12  | «Después de la tormenta viene la calma» «Arashi ga odayaka ni naru to» (嵐が穏やかになると)                                                                                 | 25 de junio de 2011 |

### Segunda temporada
| #   | Título | Estreno                  |
| --- | --- | ------------------------ |
| OVA | «El caso de Hatori Yoshiyuki» «Yoshiyuki Hatori no baai» (羽鳥義之の場合) | 27 de septiembre de 2011 |
| 1   | «Un buen comienzo tiene un buen final» «Yoi hajimari wa yoi ketsumatsu o tsukuru» (良い始まりは良い結末を作る)                                                                           | 8 de octubre de 2011     |
| 2   | «Uno no puede amar y ser sabio» «Tsu no ai to kashikoku suru koto wa dekimasen» (つの愛と賢くすることはできません)                                                                       | 15 de octubre de 2011    |
| 3   | «La persistencia ama atraer errores» «Zankokuna ai ga hanshoku suru» (残酷な愛が繁殖する)                                                                                                | 21 de octubre de 2011    |
| 4   | «El retraso en el amor es peligroso» «Ai no okure wa kikendesu» (愛の遅れは危険です) | 28 de octubre de 2011    |
| 5   | «Sigue al amor y huirá, huye del amor y el te seguirá» «Ai ni shitagaeba, sore wa anata o nige, ai o nogare, anata ni shitagau» (愛に従えば、それはあなたを逃げ、愛を逃れ、あなたに従う) | 4 de noviembre de 2011   |
| 6   | «Amar no tiene razón» «Ai wa riyū nashi» (愛は理由なし) | 11 de noviembre de 2011  |
| 7   | «Un gesto vale más que mil palabras» «Kōdō wa kotoba yori mo ōkiku hanasu» (行動は言葉よりも大きく話す)                                                                                  | 18 de noviembre de 2011  |
| 8   | «El amor y la envidia hacen a un hombre sufrir» «Ai to senbō ga otoko no matsu o tsukuru» (愛と羨望が男の松を作る)                                                                       | 25 de noviembre de 2011  |
| 9   | «El amor es ciego» «Ai wa mōmokudearu» (愛は盲目である) | 2 de diciembre de 2011   |
| 10  | «El amor nunca va sin miedo» «Ai wa osoreru koto naku kesshite ikimasen» (愛は恐れることなく決して行きません)                                                                            | 9 de diciembre de 2011   |
| 11  | «El amor hace girar al mundo» «Ai wa sekai o maruku suru» (愛は世界を丸くする) | 16 de diciembre de 2011  |
| 12  | «El amor es agridulce» «Ai wa amakute amai» (愛は甘くて甘い) | 23 de diciembre de 2011  |

## Banda sonora

### Primera temporada
- Tema de apertura: «Sekai de Ichiban Koishiteru», interpretado por Shuhei Kita.
- Tema de cierre: «Ashita Boku wa Kimi ni Ai ni Iku», interpretado por Wakaba.

### Segunda temporada
- Tema de apertura: «Sekai no Hate ni Kimi ga Itemo», interpretado por Shuuhei Kita.
- Tema de cierre: «Aikotoba», interpretado por Sakura Merry-Men.